# Dendrobium baileyi
Dendrobium baileyi är en orkidéart som beskrevs av Ferdinand von Mueller. Dendrobium baileyi ingår i släktet Dendrobium, och familjen orkidéer.
Artens utbredningsområde är Queensland. Inga underarter finns listade i Catalogue of Life.